# 阿列克谢·皮谢姆斯基

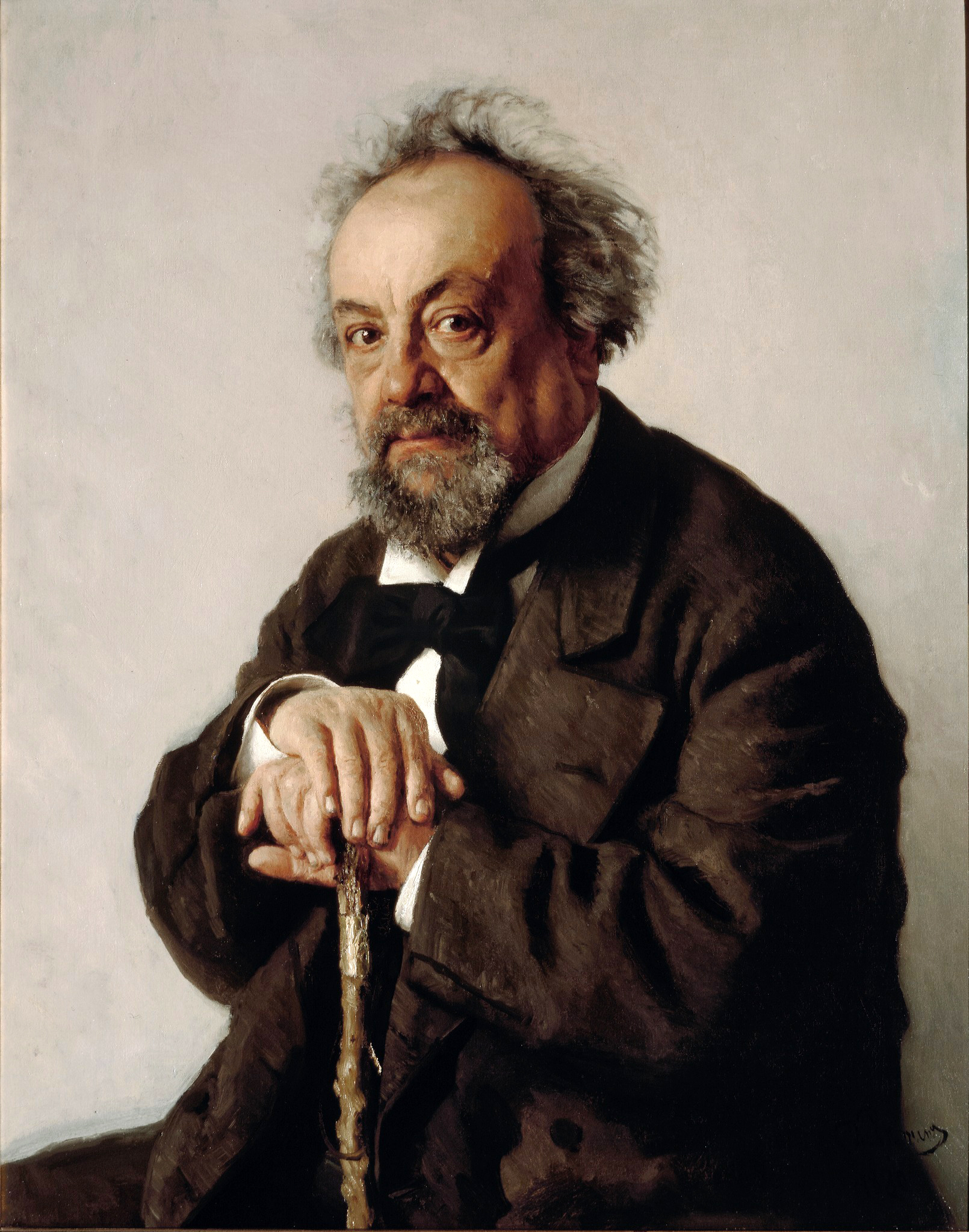
阿列克谢·皮谢姆斯基

阿列克谢·皮谢姆斯基（1821年3月23日 – 1881年2月2日）是俄国小说家、剧作家。 

## 生平
1840年，阿列克谢·皮谢姆斯基从中学毕业后，他进入莫斯科国立大学學習。在大學期間，他了解了威廉·莎士比亚、弗里德里希·席勒、约翰·沃尔夫冈·冯·歌德、皮埃尔·高乃依、让·拉辛、让-雅克·卢梭、伏爾泰、维克多·雨果和乔治·桑的作品，并了解了俄罗斯的文学史。 
1844年从大学毕业后，皮塞姆斯基進入政府部門任職。1872年，皮塞姆斯基辞去公務。 